# Velika špilja kod Antunovića
Velika špilja kod Antunovića este o arie protejată (sit de importanță comunitară — SCI) din Croația întinsă pe o suprafață de 0,78 ha, integral pe uscat.

## Localizare
Centrul sitului Velika špilja kod Antunovića este situat la coordonatele 43°16′36″N 17°13′39″E / 43.276752°N 17.227542°E.

## Înființare
Situl Velika špilja kod Antunovića a fost declarat sit de importanță comunitară în iulie 2013 pentru a proteja un număr necunoscut de specii din flora spontană și fauna sălbatică aflate în arealul zonei.

## Biodiversitate
Situată în ecoregiunea mediteraneană, aria protejată conține 1 habitat natural: Peșteri inaccesibile publicului.
La baza desemnării sitului se află un număr nedeclarat de specii protejate.